# ريتشارد إم. بروير
ريتشارد إم. بروير (بالإنجليزية: Richard M. Brewer)‏ هو راعي البقر أمريكي، ولد في 19 فبراير 1850 في St. Albans (town), Vermont ‏ في الولايات المتحدة، وتوفي في 4 أبريل 1878 في مقاطعة لينكون في الولايات المتحدة.